# 鬬伯比
鬬伯比（？—？），芈姓，鬬氏，名伯比，楚若敖次子，春秋時代楚國重臣，鬬氏始祖。
楚若敖熊儀娶鄖國妻子，生楚霄敖熊坎、鬬伯比、鬬廉以及成氏之祖。
熊徹強暴好戰，有僭號稱王的志向，及周桓王被鄭國打敗，熊徹更沒有忌憚，決定僭號稱王的計謀。令尹鬬伯比進言說楚去王號已久，今如欲復其王號，必須先以武力制服諸侯。熊徹便向鬬伯比問計。鬬伯比認為隨國為漢東諸國中最強大，若熊徹以兵攻打隨國，而另一方面派遣使節求隨國會盟。若隨國臣服楚國，則漢淮地方諸國，全都會繼而臣服。熊徹聽從鬬伯比之計，乃親率大軍，屯兵於瑕。派遣大夫薳章，求隨國會盟。隨國暫且應允結盟，但因佞臣少師中鬬伯比驕兵之計，而使隨侯輕視楚國。
周桓王十六年，楚武王三十七年（前704年）夏季邀請諸侯到沈鹿（湖北鍾祥市東）會盟，與會者有巴、庸、濮、鄧、絞、羅、軫、申、貳、鄖、江諸國，只有黃、隨二國國君未到。武王派大夫薳章去責備黃國，大夫屈瑕去攻伐隨國，隨國大敗，隨侯逃逸，戎右少師為鬬丹俘獲。熊徹要求隨侯為楚國上言要求進爵，周桓王拒絕熊徹，熊徹自立為「楚王」（楚武王），與隨人結盟而去。漢東諸國，各遣使稱賀。自此，楚君皆稱「王」，開諸侯僭號稱王之先河，方時周室衰微，故無可奈何。
楚武王四十二年（前699年）春季，楚武王使莫敖屈瑕為元帥伐羅國，鬬伯比送別大軍後對其車御說：「莫敖必敗。舉趾高，心不固矣。」 鬬伯比預言莫敖此行定必失敗，見到楚王便提議多派軍隊，楚王入告夫人鄧曼，鄧曼說：「鬬伯比關心的不在兵力的多少，而是說君王要誠信鎮撫百姓，以德義訓誡官員，而要用刑法來威嚇莫敖。莫敖經蒲騷之役的勝利，將自以為是，輕視羅國。君王若不加適當控制，豈不是等於不加防範嗎？」楚王派賴國人追趕，卻沒有追上。臨陣的時候，軍隊凌亂地渡過鄢水攻入羅國，雖有鬬廉告戒，但屈瑕敖輕敵，不設防備，更傳令軍中會刑罰進諫之人。羅與盧戎兩軍合擊楚師，楚軍大敗，屈瑕率餘部撤至荒谷自縊身死，其他將領也囚在冶父等候處罰，楚武王認為自己輕敵之過，赦免其他人的罪。
鬬伯比有一子鬬㝅於菟（子文）。鬬伯比父親死後，鬬伯比和其母歸於鄖國。後來鬬伯比和鄖子的女兒私通，生了一個孩子，於是鄖夫人派人把這個孩子遺棄在雲夢澤。但出乎意料，一隻母老虎收養了這個孩子，給他餵奶。某日，鄖子去打獵，看到這種景象，深感恐懼，趕緊回宮，鄖夫人便把事情始末告訴鄖子。鄖子最終決定讓他女兒嫁給鬬伯比，去雲夢澤把孩子接回來。因為母老虎給這個孩子餵奶，所以給他起了㝅於菟這個名字（楚語之㝅為「乳」，於菟為「老虎」之意）。楚武王幼子令尹子元（王子善）被誅殺後，楚成王封鬬㝅於菟（子文）為令尹。

## 文学形象
小说《东周列国志》称之为“令尹鬬伯比”，但史书并无记载鬬伯比曾任令尹。